# Die Wacht am Rhein
"Die Wacht am Rhein" (español: La Vigilancia/Guardia del Rin) es un himno patriótico alemán. Tiene sus orígenes en la histórica rivalidad franco-germana, y fue particularmente popular en Alemania durante la guerra franco-prusiana y durante la Primera Guerra Mundial.

## Origen
Durante la Crisis del Rin de 1840, el primer ministro francés Adolphe Thiers declaró que los tramos Superior y Medio del río Rin deberían servir como la "frontera natural oriental" de su país. En la Confederación Germánica se temió, entonces, una anexión francesa de la margen izquierda del Rin, tal como lo había pretendido en su momento Luis XIV y llevara delante Napoleón con la creación de la Confederación del Rin entre 1806 y 1813.
Desde la Guerra de los Treinta Años la población de origen alemán de la región se había sentido vivamente amenazada por los frecuentes ataques de Francia.
En ese contexto un comerciante suabo de nombre Max Schneckenburger, escribió el poema "Die Wacht am Rhein". Antes de él, el abogado Nikolaus Becker ya había escrito el "Rheinlied", en el que juraba defender la amenazada frontera fluvial. 
En el poema, con cinco estrofas originales, una "llamada atronadora" es hecha a todos los alemanes para apresurarse y defender el Rin alemán, para asegurar que "ningún enemigo ponga un pie en la orilla del Rin" (4ª estrofa). Dos estrofas con texto más específico fueron añadidas por otros. A diferencia del antigua "Heil dir im Siegerkranz" que alababa la monarquía, "Die Wacht am Rhein" y otras canciones escritas en este periodo, como el "Deutschlandlied" (el actual himno nacional de Alemania) y el "Was ist des Deutschen Vaterland?" (¿Cuál es la patria alemana?) de Ernst Moritz Arndt, llamaban a los alemanes a unirse, dejar de lado secionalismos y rivalidades de los varios reinos y principados alemanes, para establecer un Estado alemán unificado, (al menos) con el fin de defender Alemania.
El autor Max Schneckenburger trabajó en Suiza, y este poema fue musicalizado por primera vez en Berna por el organista suizo J. Mendel, e interpretado por el tenor Adolph Methfessel para el embajador prusiano, von Bunsen. La primera versión no fue popular. Schneckenburger murió en 1849 y nunca escuchó la melodía más famosa. Cuando Karl Wilhelm, director musical de la ciudad de Krefeld, recibió el poema en 1854, escribió una versión para sí mismo y la interpretó con su coro masculino el 11 de junio, el día de las bodas de plata del Príncipe Guillermo de Prusia, que más tarde se convertiría en emperador Guillermo I. La versión se extendió en festivales de canciones.

## Texto
El siguiente es el texto completo con los cinco versos originales de "Die Wacht am Rhein", más adiciones:

## Uso en Alemania
Durante la era del Vormärz y las Revoluciones de 1848, acreció un romanticismo del Rin, destacando la significación cultural e histórica de la Garganta de Rin y de los territorios alemanes a la orilla izquierda del río en torno a las ciudades de Colonia, Worms, Tréveris y Espira.
En respuesta al incidente del Telegrama de Ems, que ocurrió en Bad Ems, no lejos del Rin, Francia inició la guerra francoprusiana de 1870-71. Cuando como resultado de la subsecuente derrota francesa, el primer ministro prusiano Otto von Bismarck logró la Unificación de Alemania y fue fundado el Imperio alemán incluyendo Alsacia-Lorena, "Die Wacht am Rhein" junto con el "Heil dir im Siegerkranz" fue el segundo himno nacional inoficialmente. La canción se hizo famosa, y tanto el compositor y la familia del autor fueron honrados y alcanzaron una pensión anual por Bismarck.
La letra de la canción también aparece en el monumento de 1883 Niederwalddenkmal localizado a las afueras de Rüdesheim am Rhein en lo alto del río, recreando la "guardia del Rin" en sí mismo. 

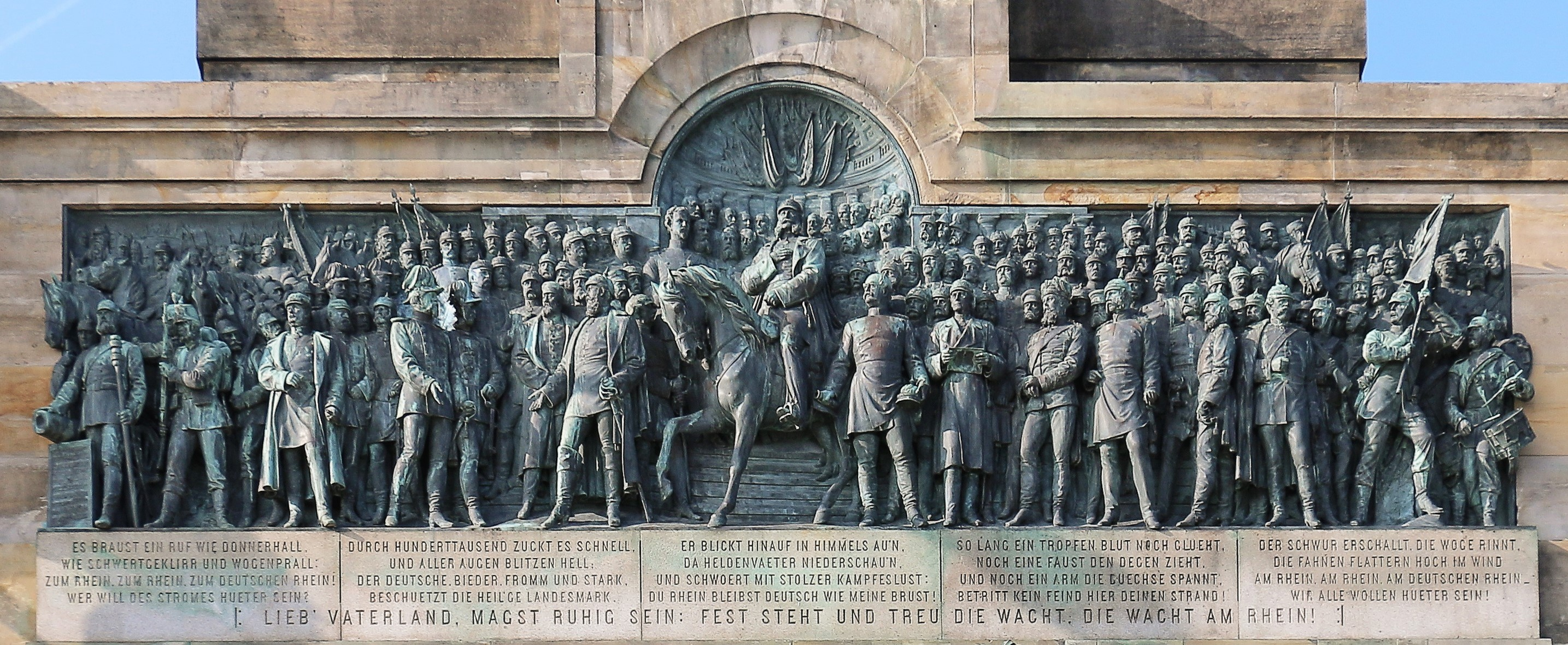
Letra de "Die Wacht am Rhein", bajo el relieve de Guillermo I.

Desde la I Guerra Mundial hasta 1946, "Die Wacht am Rhein" fue una de las canciones más populares en Alemania, otra vez rivalizando con el "Deutschlandlied" como el himno nacional de facto. En la II Guerra Mundial, el reporte diario de radio Wehrmachtbericht empezaba con la melodía, hasta que fue remplazada por las fanfarrias de Les préludes de Liszt en 1941. El título de la canción también fue utilizado como nombre en clave para la ofensiva alemana de 1944 hoy conocida como la Batalla de las Ardenas.
Hoy en día, las tierras a lo largo del margen izquierda del Rin entre Suiza y los Países Bajos son principalmente parte de Alemania. El Sarre, Renania-Palatinado y Renania del Norte-Westfalia son estados federados alemanes, Alsacia y Lorena son partes de Francia con un elemento cultural alemán en ellas. Las llamada "enemistad franco-germana hereditaria" fue finalizada en 1963 con el Tratado del Elíseo la implementación de la amistad franco-alemana, así que el peligro de una invasión que asomaba desde siglos sobre las dos naciones no ha vuelto a existir. Hoy en día, la canción solo tiene significación histórica en Alemania y raramente es cantada o interpretada. Sin embargo, Heino realizó una interpretación en un disco.